# 821
821（八百二十一、はっぴゃくにじゅういち）は、自然数、また整数において、820の次で822の前の数である。

## 性質
- 821は142番目の素数である。1つ前は811、次は823。
  - 約数の和は822。
- 821と823は32番目の双子素数である。1つ前は (809, 811) 、次は (827, 829) 。
- (821, 823, 827, 829) の4数は5番目の四つ子素数である。1つ前は (191, 193, 197, 199) 、次は (1481, 1483, 1487, 1489) 。
- 82…21 の形の最小の素数である。次は8221。(オンライン整数列大辞典の数列 A101061)
- 末尾の2桁が21の3番目の素数である。1つ前は521、次は1021。(オンライン整数列大辞典の数列 A268859)
- 1/821 は循環節の長さ820の循環小数になる。
  - 逆数が循環小数になる数で循環節が820になる最小の数である。次は1642。
  - 循環節が n −1 である巡回数を作る50番目の素数である。1つ前は811、次は823。
  - 次の素数 823 も循環節の長さが n − 1 になり、(全ての余りを巡回する) 双子素数が共に循環節の長さ n − 1 になる。
    - 1000以下ではこのような双子素数は4つあり、他は (17, 19) 、(59, 61) 、(179, 181) である。
- 821 = 142 + 252
  - 異なる2つの平方数の和で表せる244番目の数である。1つ前は820、次は829。(オンライン整数列大辞典の数列 A004431)
- 異なる3つの平方数の和7通りで表せる19番目の数である。1つ前は809、次は857。(オンライン整数列大辞典の数列 A025345)
- 821 = 13 + 33 + 43 + 93
  - 4つの正の数の立方数の和で表せる230番目の数である。1つ前は819、次は826。(オンライン整数列大辞典の数列 A003327)
  - 異なる正の数の4つの立方数の和1通りで表せる54番目の数である。1つ前は819、次は828。(オンライン整数列大辞典の数列 A025408)
- 各位の和が11になる65番目の数である。1つ前は812、次は830。
  - 各位の和が11になる数で素数になる15番目の数である。1つ前は641、次は911。(オンライン整数列大辞典の数列 A106754)

## その他 821 に関連すること
- JR九州821系電車
- マーチ・821 - マーチが1982年のF1選手権用に開発したフォーミュラ1カー。
- アエロフロート821便墜落事故 - 2008年にロシアで発生した航空事故。
- 821R（ハニーアール） - 日本の作詞家、作曲家。
- ハーネット・カウンティ (USS Harnett County, LST-821/AGP-821) - アメリカ海軍の戦車揚陸艦。
- ミサイル艇1号（JMSDF PG No.1, PG-821） - 海上自衛隊のミサイル艇。
- SoftBank 821T
  - SoftBank 821N
  - SoftBank 821SH
  - SoftBank 821SC
  - SoftBank 821P
- 821 - ホリプロタレントスカウトキャラバンにより選出されたメンバー。2024年を以てHUNNY BEEに改名。